# Fageråsen
Fageråsen är en by strax väster om Sutterhöjden i Nyeds socken i Karlstads kommun. Från 2015 till 20023 avgränsade SCB här en småort.